# ミングル
ミングル、（ミングル・タイプ）は日本の住宅の類型。２部屋が１つになっているタイプの賃貸住宅などのことである。

## 概要
シングル（シングル・ルーム）に対する造語とされ、玄関は一つであるが、室内に入れば寝室は別で鍵がかけられ、台所や浴室は共同で利用する。中には、台所は別々で浴室は同じといったタイプもある。

## 参照
- ミングルとは？｜新築マンション・分譲マンションを探す｜HOME'S新築分譲マンション